# Alessandro De Marchi (chef d'orchestre)
Alessandro De Marchi est un chef d'orchestre italien, connu pour ses interprétations d'opéras et d'oratorios baroques. Également comme chef de l'orchestre Academia Montis Regalis et directeur de la fondation de l'orchestre Mondovi.

## Biographie
Alessandro De Marchi étudie l'orgue et la composition à l'Académie nationale Sainte-Cécile de Rome et à la Schola Cantorum de Bâle, le clavecin, la basse continue et la musique de chambre. 
En 1989, il commence à travailler avec René Jacobs comme claveciniste et accompagne des récitatifs dans des opéras baroques jusqu'à ce qu'il entame sa carrière de chef d'orchestre. 
En 2010, il succède à René Jacobs et devient directeur du Festival de musique ancienne d'Innsbruck,. Il fonde l'Academia Montis Regalis (it), l'un des ensembles d'instruments d'époque les plus importants d'Italie.

## Enregistrements et diffusions
Alessandro De Marchi a enregistré pour Opus 111, Naïve, Hyperion et Deutsche Harmonia Mundi, des compositeurs baroques et classiques tels que Vivaldi, Haydn, Haendel, Mozart, Bellini et Alessandro Scarlatti.
On peut noter parmi ses enregistrements :
- 1998 : A Duoi Cembali, musique allemande pour deux clavecins, Harmonia Mundi
- 2001 : Vivaldi, Juditha triumphans, Opus 111
- 2004 : Rossini, La pietra del paragone, Naxos
- 2008 : Haendel, Il trionfo del Tempo e del Disinganno, Hyperion.

Il dirige en 2015 Juditha triumphans, au Théâtre La Fenice, diffusé sur Mezzo le 19 novembre 2017 et sur France 2 le 11 novembre 2017.